# Chapelle Notre-Dame-de-Lourdes de Canton
Pour les articles homonymes, voir Chapelle Notre-Dame-de-Lourdes.
La chapelle Notre-Dame de Lourdes de Canton est une chapelle catholique située sur l’île de Shamian dans l'archidiocèse de Canton en Chine méridionale.

## Historique
Elle a été construite en 1892 par les missionnaires français de la société des Missions étrangères de Paris qui administraient le territoire (à l'époque vicariat apostolique) et dédiée à Notre-Dame de Lourdes. Cette église desservait la concession française qui se trouvait à l'est de l'île. Elle a été rouverte au culte au tournant des années 2000 et restaurée en 2010.

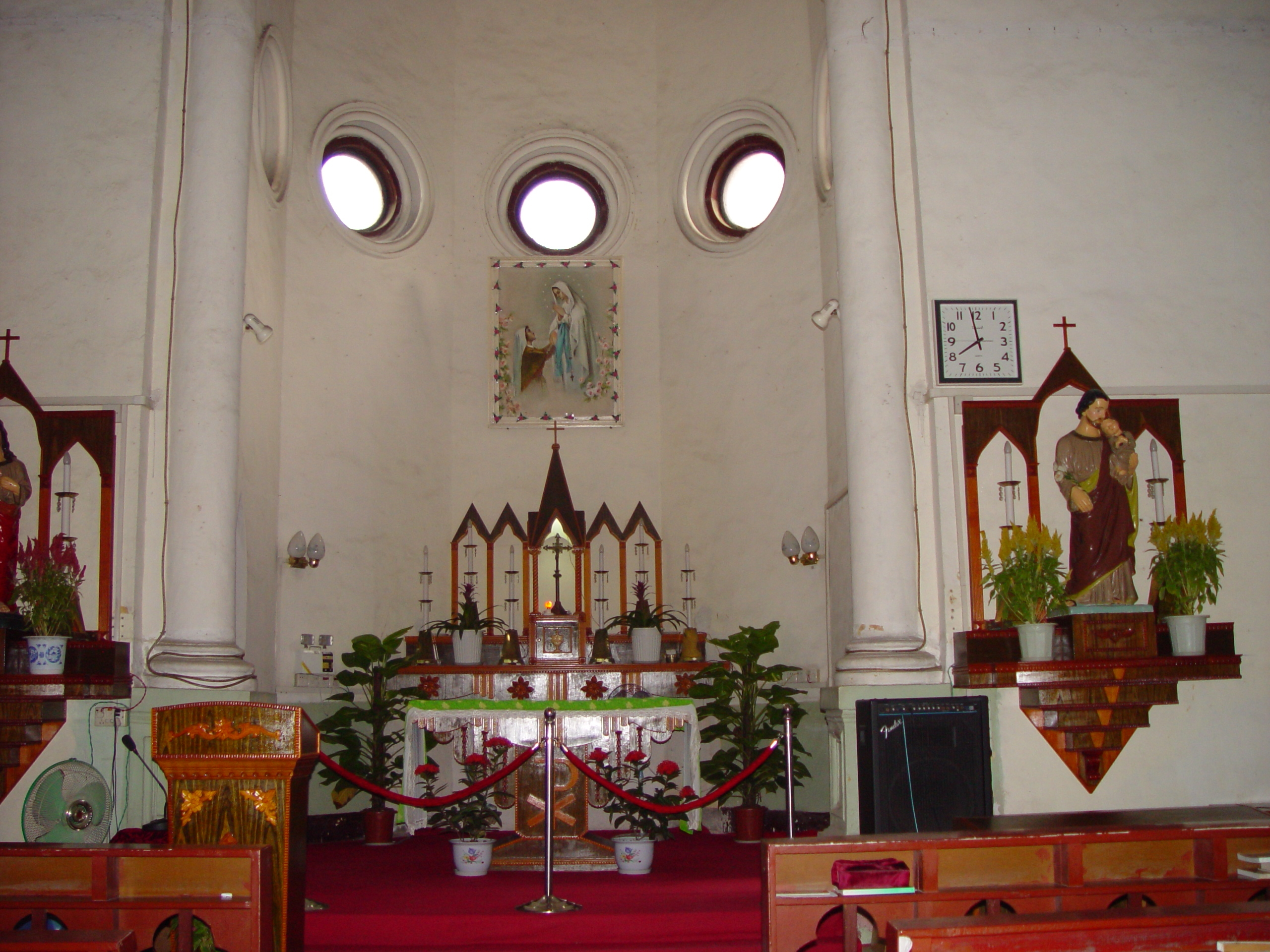
Vue de l'autel de la chapelle

## Source
- (no) Cet article est partiellement ou en totalité issu de l’article de Wikipédia en norvégien intitulé « Vår Frue av Lourdes i Guangzhou » (voir la liste des auteurs).